# Verkehrspilotenlizenz
Die Verkehrspilotenlizenz (amtlich Erlaubnis für Verkehrsluftfahrzeugführer, englisch Airline Transport Pilot Licence/License, kurz ATPL) erlaubt dem Inhaber gewerblich Flugzeuge (ATPL(A)) oder Hubschrauber (ATPL(H)) als verantwortlicher Pilot (Pilot in command, PIC) zu führen, die entsprechend ihrer Zulassung eine Mehrmannbesatzung erfordern (Verkehrsflugzeuge/Verkehrshubschrauber). In Deutschland wird sie vom Luftfahrt-Bundesamt (LBA) nach den Vorgaben der Europäischen Agentur für Flugsicherheit (EASA) ausgestellt. Im Gegensatz zur Berufspilotenlizenz ist die Instrumentenflugberechtigung (Instrument Rating, IR) integraler Bestandteil der ATPL-Ausbildung.

## Leistungsnachweis
Für die Erteilung müssen neben umfangreichen theoretischen Kenntnissen auch praktische Flugerfahrung nachgewiesen und ein Prüfungsflug bestanden werden. Diese umfasst 1500 Stunden Gesamtflugzeit, davon 500 Stunden auf Verkehrsflugzeugen, sowie Instrumenten- und Nachtflug. Wenn die theoretische Prüfung bestanden ist, die Anforderungen an die Flugerfahrung aber noch nicht erfüllt sind, wird die ATPL als Berufspilotenlizenz (CPL) mit dem Vermerk „ATPL-Theoriekredit“, sowie der Instrumentenflugberechtigung ausgestellt (ugs.: frozen ATPL), was das Führen von Verkehrsflugzeugen als Kopilot erlaubt.
Fluglizenzen nach EASA-Richtlinien haben kein Ablaufdatum mehr, Musterberechtigungen sind jedoch nur zwölf Monate gültig und müssen vor Ablauf durch einen Prüfungsflug (Licence Proficiency Check, LPC) verlängert werden. Der Prüfungsflug für den Erwerb einer Musterberechtigung ist etwas umfangreicher und als „Licence Skill Test“ (LST) bekannt.

## Voraussetzungen für Erteilung eines ATPL in Deutschland
- Inhaber einer gültigen CPL(A)/IR mit ATPL-Theorie und MCC oder einer MPL nach Teil-FCL
- Mindestens 1500 Stunden Flugzeit auf Flugzeugen, davon höchstens 100 Stunden in einem Flugsimulator, davon höchstens 25 Stunden in einem FNPT (Flight and Navigation Procedures Trainer).
- 500 Stunden im Betrieb mit mehreren Piloten auf Flugzeugen
- 200 Stunden Überlandflugzeit, davon mindestens 100 Stunden als PIC oder als PIC unter Aufsicht
- 75 Stunden Instrumentenzeit, davon höchstens 30 Stunden Instrumentenbodenzeit
- 100 Stunden Nachtflug als PIC oder Kopilot.
- Zusätzlich:
  - 500 Stunden als PIC unter Aufsicht
  - oder 250 Stunden als PIC
  - oder 250 Stunden, davon mindestens 70 Stunden als PIC und die übrige Flugzeit als PIC unter Aufsicht

## Geschichte
Anfang der 2000er Jahre wurde das deutsche Luftrecht von den Richtlinien der JAA und schließlich der EASA abgelöst; davor wurde in Deutschland nach Ende der ATPL-Ausbildung sofort eine ATPL ausgestellt – allerdings mit Beiblatt A2, welches das Führen von Verkehrsflugzeugen bis 20 t MTOW als verantwortlicher Pilot gestattete, den Einsatz auf schwereren Flugzeugen jedoch nur als Kopilot. Mit einer Gesamtflugzeit von 2200 Stunden konnte die Ausstellung einer ATPL mit Beiblatt A1 beantragt werden, die diese Beschränkung aufhob.